# Benvenuti in paradiso (album)
Benvenuti in paradiso è il dodicesimo album di Antonello Venditti, pubblicato nel 1991.
Il disco ha venduto circa 1 400 000 copie tra il 1991 ed il 1992, risultando il più acquistato dell'intera discografia di Venditti. Alla fine del 1991 le copie vendute in Italia erano già 600.000.
Il video della canzone Alta marea è stato diretto da Stefano Salvati e vi appare una sedicenne Angelina Jolie.
Il brano di successo Alta marea, scritto nella sua casa al Monte Argentario, è una cover della canzone Don't Dream It's Over dei Crowded House, riarrangiata, come Amici mai, da Alessandro Centofanti e Fabio Pignatelli.
Il brano "Dolce Enrico" è una dedica allo storico segretario del PCI scomparso 7 anni prima.

## Tracce
Testi e musiche di Antonello Venditti, eccetto dove indicato:
1. Benvenuti in paradiso (Antonello Venditti, Adriano Lo Giudice e Gabriele Anastasi) – 5:33
2. Alta marea (Antonello Venditti, Neil Finn) – 5:36
3. Noi (Antonello Venditti, Danilo Cherni e Maurizio Perfetto) – 5:46
4. Dolce Enrico – 4:51
5. Amici mai – 5:22
6. Dimmi che credi – 4:42
7. In qualche parte del mondo – 6:00
8. Raggio di luna – 6:48

## Formazione
- Antonello Venditti – voce
- Alessandro Centofanti – tastiera e basso
- Derek Wilson – batteria
- Adriano Lo Giudice – basso
- Marco Colucci, Danilo Cherni – tastiera
- Maurizio Perfetto, Mario Schilirò – chitarra
- Carlo Verdone – batteria e percussioni
- Demo Morselli – tromba e flicorno
- Amedeo Bianchi – sax
- Mint Juleps – cori

## Classifiche
| Classifica (1991) | Posizione massima |
| ----------------- | ----------------- |
| Italia            | 1                 |
| Europa            | 26                |

### Classifiche di fine anno
| Classifica (1991) | Posizione |
| ----------------- | --------- |
| Italia            | 2         |